# Nirmali
Nirmali fou un estat tributari protegit de l'agència de Mahi Kantha a la presidència de Bombai. Estava format per 6 pobles, amb 1.959 habitants el 1901. Els seus ingressos s'estimaven en 2.4119 rúpies el 1900, 
Era un principat en condomini entre el maharajà de Baroda i el miyan de Mandwa però aquest darrer havia de pagar un tribut de 1125 rúpies al Gaikwar de Baroda per la seva part d'aquest estat i del de Jher. La superfície era de 26 km²